# 零息票债券
零息票债券（英語：zero coupon bond）是不支付利息的债券，通常在到期日按面值支付给债券持有人。投资者通过以债券面值的折扣价买入来获利。这类债券可以在发行时加入折扣，或由一家银行除去息票，然后包装成为零息票债券发行。
常见的零息票债券如美国的短期国债，以及交易商将普通的长期债券的利息和本金进行拆分而得到的多个零息票债券，被称作strip
bonds（反之，多个零息票债券也可以组合成与普通的长期债券相同的现金流，无套利定价理论保证了两者的价值应该非常接近）。美国财政部自1985年起发行把中长期国债拆分得到的STRIPS（Separate Trading of Registered Interest and Principal of Securities，注册的证券本金和利息的分离交易）。
零息票债券的概念有广泛的应用，例如，它可以用于确定远期利率（forward），以及计算美国国债的利率期限结构等。

## 性质
零息债券的久期等于其持续期，例如距离到期日还有1年的零息债券的久期就是1。因此相比于付息债券在同等条件下，零息债券的价格波动率最大。